# Salma Paralluelo
Salma Celeste Paralluelo Ayingono (Zaragoza, 13 de janeiro de 2003) é uma jogadora de futebol espanhola, que atua como atacante. Além de futebol, praticou atletismo, o que contribui para seu desenvolvimento físico. É uma jogadora muito veloz e versátil, podendo desempenhar qualquer função no ataque. Atualmente, defende o Barcelona e a seleção espanhola. Foi campeã da Copa do Mundo de 2023 com a seleção espanhola, e é a primeira jogadora, entre o feminino e o masculino, que possui título de campeã em todas as categorias da Copa do Mundo da Fifa.

## Biografia

### Vida pessoal
Paralluelo nasceu na cidade espanhola de Zaragoza, em 13 de janeiro de 2003, como Salma Celeste Paralluelo Ayingono. Quando criança, disputava a corrida tradicional de Barcelona, a Jean Bouin, onde foi campeã por cinco anos consecutivos. Praticava atletismo e futebol.

### Carreira
Começou sua carreira profissional aos 15 anos, passando a jogar com o Zaragoza CFF. Em 2019, assinou com o Villarreal CF, entrando para a Primeira Divisão.
Intercalava o futebol com o atletismo, e no Campeonato Europeu Indoor de 2019, bateu o recorde espanhol dos 400 metros com barreiras sub-18 e conquistou o melhor tempo juvenil do mundo na modalidade. Após uma ruptura de ligamento no joelho esquerdo, que a deixou afastada dos esportes por meses, tomou a decisão de se dedicar somente ao futebol.
Assinou com o FC Barcelona, em 2022. No ano de 2023, subiu ao pódio da Bola de Ouro, ficando em terceiro lugar, e foi a jogadora mais jovem a subir este pódio.
Em 2018, jogou para a Seleção Espanhola, ganhando o título de campeã na Copa do Mundo sub-17. Em 2022, foi campeã na Copa do Mundo sub-20, e foi selecionada para jogar no time principal da Seleção Espanhola naquele mesmo ano, sendo campeã na Copa Mundial de 2023.

## Títulos

### FC Barcelona
- Primeira Divisão - 2023.[5]
- Liga dos Campeões - 2023.[5]

### Seleção Espanhola de Futebol Feminino
- Copa do Mundo sub-17 - 2018.[2][6]
- Copa do Mundo sub-20 - 2022.[2][6]
- Copa do Mundo - 2023.[2]

### Atletismo
- 300 metros - 2019. [6][7]
- Salto triplo - 2019.[6][7]
- 60 metros com barreira - 2019.[6][7]
- 300 metros com barreira - 2019.[6][7]

### Prêmios individuais
- Seleção do Ano da FIFA: 2024[8]